# Зателдорф
Зателдорф (њем. Satteldorf) општина је у њемачкој савезној држави Баден-Виртемберг. Једно је од 30 општинских средишта округа Швебиш Хал. Према процјени из 2010. у општини је живјело 5.242 становника. Посједује регионалну шифру (AGS) 8127073.

## Географски и демографски подаци
Зателдорф се налази у савезној држави Баден-Виртемберг у округу Швебиш Хал. Општина се налази на надморској висини од 421 метра. Површина општине износи 46,2 km². У самом мјесту је, према процјени из 2010. године, живјело 5.242 становника. Просјечна густина становништва износи 113 становника/km².